# Большой пёстрый скосарь
Большой пёстрый скосарь (лат. Otiorhynchus scopularis) — вид долгоносиков-скосарей из подсемейства Entiminae.

## Описание
Жук длиной 8-10 мм. Имеет чёрный окрас, волоски сероватые, чешуйки с перламутровой отливом. На надкрыльях нет округлых чешуек, только волоски и узкие, лопастевидные чешуйки. Зубцы на бёдрах сравнительно небольшие.

## Экология
Является вредителем плодовых деревьев и дуба.